# フィリベルト1世・ディ・サヴォイア
フィリベルト1世・ディ・サヴォイア（Filiberto I di Savoia, 1465年8月7日シャンベリ - 1482年9月22日リヨン）は、サヴォイア公、ピエモンテ公、アオスタ伯、モーリエンヌ伯、ニース伯（在位：1472年 - 1482年）。
アメデーオ9世とその妻ヨランド（フランス王シャルル7世の娘）の間の息子。イル・カッチャトーレ（il Cacciatore：狩人）の異名で呼ばれる。フランス語名フィリベール1世・ド・サヴォワ（Philibert Ier de Savoie）。
1476年に、ミラノ公ガレアッツォ・マリーア・スフォルツァと叔母ボナ・ディ・サヴォイアの娘で従妹にあたるビアンカ・マリア・スフォルツァと結婚した。
1482年、フィリベルトは17歳で死去し、幼くして未亡人となったビアンカ・マリアはその後神聖ローマ皇帝マクシミリアン1世と再婚した。